# István Turbéky
István Turbéky (maď. Turbéki István; * 23. listopad 1922 Szigetvár, Maďarské království – 1996, Nikósie) byl bývalý maďarský fotbalista, levé křídlo. Po 2. sv. válce hrál jako repatriant v Československu a byl uváděn jako István Turek, István Turek-Turbéky, István Turbéky-Turek nebo Stefan Turbéky.

## Fotbalová kariéra
V maďarské lize hrál za Diósgyőri VTK a MTK Budapešť, nastoupil ve 100 zápasech a vstřelil 45 branek. V československé lize hrál za Jednotu Košice, dal 32 gólů. Dále hrál v italské nejvyšší soutěži za tým Pro Patria a v nejvyšší francouzské soutěži za Girondins Bordeaux.
S DVTK hrál finále maďarského poháru v sezoně 1941/42 (prohra 2:6 s Ferencvárosem Budapešť).

## Ligová bilance
| Ročník                      | Zápasy | Góly | Kluby              |
| --------------------------- | ------ | ---- | ------------------ |
| Nemzeti bajnokság I 1940/41 | 11     | 2    | Diósgyőri VTK      |
| Nemzeti bajnokság I 1941/42 | 24     | 19   | Diósgyőri VTK      |
| Nemzeti bajnokság I 1942/43 | 18     | 8    | Diósgyőri VTK      |
| Nemzeti bajnokság I 1943/44 | 28     | 7    | Diósgyőri VTK      |
| Nemzeti bajnokság I 1944    | 3      | 2    | Diósgyőri VTK      |
| Nemzeti bajnokság I 1945/46 | 16     | 7    | MTK Budapešť       |
| Státní liga 1945/46         | -      | 5    | Jednota Košice     |
| Státní liga 1946/47         | -      | 20   | Jednota Košice     |
| Státní liga 1947/48         | -      | 6    | Jednota Košice     |
| Státní liga 1948            | -      | 1    | Jednota Košice     |
| Serie A 1949/50             | 28     | 5    | Pro Patria         |
| Serie A 1950/51             | 26     | 9    | Pro Patria         |
| Serie A 1951/52             | 8      | 1    | Pro Patria         |
| Ligue 1 1952/53             | 13     | 5    | Girondins Bordeaux |
| Ligue 1 1953/54             | 1      | 0    | Girondins Bordeaux |
| CELKEM                      | -      | 97   |                    |